# Carex riparia
Espèce
Statut de conservation UICN

 LC  : Préoccupation mineure
Carex riparia, la Laîche des rives, est une espèce herbacée de la famille des Cypéracées.

## Liste des sous-espèces, variétés et formes
Selon World Checklist of Selected Plant Families (WCSP) (19 avril 2015) :
- Carex riparia Curtis (1783)
  - sous-espèce Carex riparia subsp. chilensis (Brongn.) Kük. (1899)
  - sous-espèce Carex riparia subsp. riparia

Selon The Plant List (19 avril 2015) :
- sous-espèce Carex riparia subsp. chilensis (Brongn.) Kük.
- sous-espèce Carex riparia subsp. riparia

Selon Tropicos (19 avril 2015) (Attention liste brute contenant possiblement des synonymes) :
- sous-espèce Carex riparia subsp. chilensis (Brongn. in Duperrey) Kük.
- sous-espèce Carex riparia subsp. fasciculata (Link ex Schkuhr) K. Richt.
- sous-espèce Carex riparia subsp. gracilescens (Hartm. ex Andersson) Nyman
- sous-espèce Carex riparia subsp. riparia
- variété Carex riparia var. acutiformis (Ehrh.) Fiori
- variété Carex riparia var. aristata Asch. & Graebn.
- variété Carex riparia var. chilensis (Brongn. in Duperrey) Kük.
- variété Carex riparia var. claviformis J.A. Schmidt
- variété Carex riparia var. exaltata (Peterm.) Nyman
- variété Carex riparia var. humilis Uechtr.
- variété Carex riparia var. impressa S.H. Wright
- variété Carex riparia var. inferior Peck
- variété Carex riparia var. lacustris (Willd.) Kük.
- variété Carex riparia var. laevigata Peterm.
- variété Carex riparia var. pseudopaludosa Schur
- variété Carex riparia var. rugulosa (Kük.) Kük.
- variété Carex riparia var. subgracilescens Kük.
- forme Carex riparia fo. brevipalea Neuman
- forme Carex riparia fo. flagelliformis Waisb.
- forme Carex riparia fo. incrassata (Schltdl.) Kük.
- forme Carex riparia fo. ramosa Pamp.
- forme Carex riparia fo. reticulosa Torges